# Listă de aeroporturi după codul IATA: R
Mai jos este lista de aeroporturi al căror cod IATA începe cu litera R.
Această listă este generată cu date din Wikidata și este actualizată periodic de un robot.
 Editările făcute în listă vor fi șterse la următoarea actualizare!
| Imagine | Cod IATA | Articol                                                    |
| ------- | -------- | ---------------------------------------------------------- |
|         | RTM      | Aeroportul Rotterdam Haga                                  |
|         | ROS      | Aeroportul Internațional Rosario – Islas Malvinas          |
|         | ROB      | Aeroportul Internațional Roberts                           |
|         | RGT      | Aeroportul Japura                                          |
|         | RAS      | Aeroportul Rasht                                           |
|         | RAM      | Aeroportul Ramingining                                     |
|         | RMK      | Aeroportul Renmark                                         |
|         | RJA      | Aeroportul Rajahmundry                                     |
|         | ROK      | Aeroportul Rockhampton                                     |
|         | RNA      | Aeroportul Ulawa                                           |
|         | RSB      | Aeroportul Roseberth                                       |
|         | RGA      | Aeroportul Rio Grande                                      |
|         | RST      | Aeroportul Internațional Rochester                         |
|         | ROT      | Aeroportul Internațional Rotorua                           |
|         | RNT      | Aeroportul Municipal Renton                                |
|         | RUD      | Aeroportul Shahroud                                        |
|         | RPM      | Aeroportul Ngukurr                                         |
|         | RTC      | Aeroportul Ratnagiri                                       |
|         | RBC      | Aeroportul Robinvale                                       |
|         | RNC      | Aeroportul Warren County Memorial                          |
|         | RUP      | Aeroportul Rupsi                                           |
|         | RUN      | Aeroportul Roland Garros                                   |
|         | RHL      | Aeroportul Roy Hill Station                                |
|         | RKT      | Aeroportul Internațional Ras Al Khaimah                    |
|         | RPB      | Aeroportul Municipal Belleville                            |
|         | RMG      | Aeroportul Richard B. Russell                              |
|         | RFD      | Aeroportul Internațional Chicago Rockford                  |
|         | RBB      | Aeroportul Borba                                           |
|         | RCZ      | Aeroportul Richmond County                                 |
|         | RJH      | Aeroportul Shah Makhdum                                    |
|         | RJK      | Aeroportul Rijeka                                          |
|         | RMN      | Aeroportul Rumginae                                        |
|         | RWV      | Aeroportul Municipal Caldwell                              |
|         | RAT      | Aeroportul Raduzhny                                        |
|         | REZ      | Aeroportul Resende                                         |
|         | RIB      | Aeroportul Riberalta                                       |
|         | RSU      | Aeroportul Yeosu                                           |
|         | RKW      | Aeroportul Municipal Rockwood                              |
|         | REL      | Aeroportul Almirante Marcos A. Zar                         |
|         | RGS      | Aeroportul Burgos                                          |
|         | RIV      | Baza aeriană March                                         |
|         | ROR      | Aeroportul Internațional Roman Tmetuchl                    |
|         | RIL      | Aeroportul Regional Garfield County                        |
|         | ROC      | Aeroportul Internațional Greater Rochester                 |
|         | RTS      | Aeroportul Rottnest Island                                 |
|         | RHD      | Aeroportul Las Termas                                      |
|         | REY      | Aeroportul Reyes                                           |
|         | RSA      | Aeroportul Santa Rosa                                      |
|         | RTN      | Aeroportul Municipal Raton                                 |
|         | RVE      | Aeroportul Los Colonizadores                               |
|         | RWL      | Aeroportul Municipal Rawlins                               |
|         | RYK      | Aeroportul Internațional Shaikh Zayed                      |
|         | RVK      | Aeroportul Rørvik                                          |
|         | RDB      | Aeroportul Red Dog                                         |
|         | RKP      | Aeroportul Aransas County                                  |
|         | RUT      | Aeroportul Regional Rutland Southern Vermont               |
|         | ROH      | Aeroportul Robinhood                                       |
|         | RJI      | Aeroportul Rajouri                                         |
|         | RKZ      | Aeroportul Shigatse Peace                                  |
|         | REA      | Aeroportul Reao                                            |
|         | RBX      | Aeroportul Rumbek                                          |
|         | ROU      | Aeroportul Ruse                                            |
|         | ROF      | Aeroportul Montague                                        |
|         | RES      | Aeroportul Internațional Resistencia                       |
|         | RSS      | Aeroportul Damazin                                         |
|         | REU      | Aeroportul Reus                                            |
|         | RUS      | Aeroportul Marau                                           |
|         | RMB      | Aeroportul Buraimi                                         |
|         | RAG      | Aeroportul Raglan                                          |
|         | RUK      | Aeroportul Rukumkot                                        |
|         | RKD      | Aeroportul Regional Knox County                            |
|         | RON      | Aeroportul Juan José Rondón                                |
|         | ROA      | Aeroportul Regional Roanoke–Blacksburg                     |
|         | RFR      | Aeroportul Rio Frio / Progreso                             |
|         | RNJ      | Aeroportul Yoron                                           |
|         | RSW      | Aeroportul Internațional Southwest Florida                 |
|         | RDS      | Aeroportul Rincón de los Sauces                            |
|         | RED      | Aeroportul Mifflin County                                  |
|         | RBG      | Aeroportul Regional Roseburg                               |
|         | RNH      | Aeroportul Regional New Richmond                           |
|         | RDV      | Aeroportul Red Devil                                       |
|         | RML      | Aeroportul Ratmalana                                       |
|         | RIW      | Aeroportul Regional Riverton                               |
|         | RUG      | Aeroportul Municipal Rugby                                 |
|         | RSE      | Aeroportul Rose Bay Water                                  |
|         | RMI      | Aeroportul Internațional Federico Fellini                  |
|         | ROG      | Aeroportul Municipal Rogers                                |
|         | RET      | Aeroportul Røst                                            |
|         | RAC      | Aeroportul John H. Batten                                  |
|         | RAK      | Aeroportul Marrakesh Menara                                |
|         | RDP      | Aeroportul Kazi Nazrul Islam                               |
|         | REN      | Aeroportul Orenburg Tsentralny                             |
|         | RKA      | Aeroportul Aratika                                         |
|         | RMU      | Aeroportul Internațional Scholes din Galveston             |
|         | RID      | Aeroportul Municipal Richmond                              |
|         | ROL      | Roosevelt Municipal Airport                                |
|         | RAN      | Aeroportul Ravenna                                         |
|         | RUM      | Aeroportul Rumjatar                                        |
|         | REG      | Aeroportul Reggio Calabria                                 |
|         | REP      | Aeroportul Internațional Siem Reap                         |
|         | RIS      | Aeroportul Rishiri                                         |
|         | RBA      | Aeroportul Rabat-Salé                                      |
|         | RMT      | Aeroportul Rimatara                                        |
|         | RVA      | Aeroportul Farafangana                                     |
|         | ROV RVI  | Aeroportul Rostov-on-Don                                   |
|         | RYV      | Aeroportul Municipal Watertown                             |
|         | RBJ      | Aeroportul Rebun                                           |
|         | RBQ      | Aeroportul Rurrenabaque                                    |
|         | RDO      | Aeroportul Radom-Sadków                                    |
|         | RHG      | Aeroportul Ruhengeri                                       |
|         | RIJ      | Aeroportul Juan Simons Vela                                |
|         | RJB      | Aeroportul Rajbiraj                                        |
|         | RKR      | Aeroportul Robert S. Kerr                                  |
|         | RLO      | Aeroportul Sta. Rosa De Conlara                            |
|         | RME      | Aeroportul Griffiss                                        |
|         | RNI      | Aeroportul Corn Island                                     |
|         | RNN      | Aeroportul Bornholm                                        |
|         | RNO      | Aeroportul Internațional Reno–Tahoe                        |
|         | ROI      | Aeroportul Roi Et                                          |
|         | ROO      | Aeroportul Rondonópolis                                    |
|         | RRR      | Aeroportul Raroia                                          |
|         | RSN      | Aeroportul Regional Ruston                                 |
|         | RYG      | Aeroportul Oslo Rygge                                      |
|         | RYO      | Aeroportul Rio Turbio                                      |
|         | RYY      | Aeroportul Cobb County                                     |
|         | RBT      | Aeroportul Marsabit                                        |
|         | RNV      | Aeroportul Municipal Cleveland                             |
|         | RGO      | Aeroportul Chongjin                                        |
|         | RAR      | Aeroportul Internațional Rarotonga                         |
|         | RAB      | Aeroportul Rabaul                                          |
|         | RRK      | Aeroportul Rourkela                                        |
|         | RDZ      | Aeroportul Rodez-Aveyron                                   |
|         | RMP      | Aeroportul Rampart                                         |
|         | RAI      | Aeroportul Internațional Praia                             |
|         | RUE      | Aeroportul Rughenda                                        |
|         | RHO      | Aeroportul Internațional Rhodes                            |
|         | REC      | Aeroportul Internațional Recife/Guararapes–Gilberto Freyre |
|         | RAJ      | Aeroportul Rajkot                                          |
|         | RBK      | Aeroportul French Valley                                   |
|         | RDT      | Aeroportul Richard Toll                                    |
|         | RLK      | Aeroportul Bayannur Tianjitai                              |
|         | RAE      | Aeroportul Arar Domestic                                   |
|         | RIA      | Aeroportul Santa Maria                                     |
|         | RIE      | Aeroportul Regional Rice Lake                              |
|         | RUV      | Aeroportul Rubelsanto                                      |
|         | RFN      | Aeroportul Raufarhöfn                                      |
|         | RRT      | Aeroportul Warroad                                         |
|         | RVT      | Aeroportul Ravensthorpe                                    |
|         | RBI      | Aeroportul Rabi                                            |
|         | RAW      | Aeroportul Arawa                                           |
|         | RIC      | Aeroportul Internațional Richmond                          |
|         | RLT      | Aeroportul Arlit                                           |
|         | RMS      | Ramstein Air Base                                          |
|         | RRL      | Aeroportul Municipal Merrill                               |
|         | RUL      | Aeroportul Maavaarulaa                                     |
|         | RMQ      | Aeroportul Taichung                                        |
|         | RDN      | Aeroportul Redang                                          |
|         | RFI      | Aeroportul Rusk County                                     |
|         | RBS      | Aeroportul Orbost                                          |
|         | RBL      | Aeroportul Municipal Red Bluff                             |
|         | RDA      | Aeroportul Rockhampton Downs                               |
|         | RAV      | Aeroportul Cravo Norte                                     |
|         | RBD      | Aeroportul Dallas Executive                                |
|         | RBO      | Aeroportul Robore                                          |
|         | RBV      | Aeroportul Ramata                                          |
|         | RCL      | Aeroportul Redcliffe                                       |
|         | RDD      | Aeroportul Municipal Redding                               |
|         | RDK      | Aeroportul Municipal Red Oak                               |
|         | RGI      | Aeroportul Rangiroa                                        |
|         | RHN      | Aeroportul Skorpion Mine                                   |
|         | RHP      | Aeroportul Ramechhap                                       |
|         | RHT      | Aeroportul Alxa Right Banner Badanjilin                    |
|         | RIR      | Aeroportul Flabob                                          |
|         | RKI      | Aeroportul Rokot                                           |
|         | RKS      | Aeroportul Regional Southwest Wyoming                      |
|         | RMA      | Aeroportul Roma                                            |
|         | RMD      | Aeroportul Ramagundam                                      |
|         | RMF      | Aeroportul Internațional Marsa Alam                        |
|         | RMY      | Aeroportul Mariposa-Yosemite                               |
|         | RNL      | Aeroportul Rennell/Tingoa                                  |
|         | ROP      | Aeroportul Internațional Rota                              |
|         | RPR      | Aeroportul Swami Vivekananda                               |
|         | RQO      | Aeroportul Regional El Reno                                |
|         | RSH      | Aeroportul Russian Mission                                 |
|         | RTA      | Aeroportul Rotuma                                          |
|         | RBF      | Aeroportul Big Bear City                                   |
|         | RDG      | Aeroportul Regional Reading                                |
|         | RNM      | Aeroportul Qarn Alam                                       |
|         | RRG      | Aeroportul Sir Gaëtan Duval                                |
|         | RTG      | Aeroportul Frans Sales Lega                                |
|         | RUY      | Aeroportul Ruinas de Copan                                 |
|         | RDU      | Aeroportul Internațional Raleigh–Durham                    |
|         | RNB      | Aeroportul Ronneby                                         |
|         | RBR      | Aeroportul Rio Branco                                      |
|         | RBR      | Aeroportul Presidente Médici                               |
|         | RVO      | Aeroportul Reivilo                                         |
|         | RCS      | Aeroportul Rochester                                       |
|         | RTE      | Aeroportul Campo de Marte                                  |
|         | RFP      | Aeroportul Raiatea                                         |
|         | RVV      | Aeroportul Raivavae                                        |
|         | ROV      | Aeroportul Internațional Platov                            |
|         | RPN      | Aeroportul Rosh Pina                                       |
|         | RNP      | Aeroportul Rongelap                                        |
|         | RVD      | Aeroportul Rio Verde                                       |
|         | RXS      | Aeroportul Roxas                                           |
|         | RCH      | Aeroportul Almirante Padilla                               |
|         | RUA      | Aeroportul Arua                                            |
|         | RUH      | Aeroportul Internațional King Khalid                       |
|         | RVY      | Aeroportul Internațional Rivera                            |
|         | RFS      | Aeroportul Rosita                                          |
|         | RGK      | Aeroportul Gorno-Altaysk                                   |
|         | RXE      | Aeroportul Rexburg-Madison County                          |
|         | RKV      | Aeroportul Reykjavík                                       |
|         | RYB      | Aeroportul Staroselye                                      |
|         | RZN      | Aeroportul Turlatovo                                       |
|         | RIH      | Aeroportul Río Hato                                        |
|         | RJM      | Aeroportul Marinda                                         |
|         | RZV      | Aeroportul Rize-Artvin                                     |
|         | RAO      | Aeroportul Leite Lopes                                     |
|         | RNS      | Aeroportul Rennes – Saint-Jacques                          |
|         | RSL      | Aeroportul Municipal Russell                               |
|         | RAH      | Aeroportul intern Rafha                                    |
|         | RGN      | Aeroportul Internațional Yangon                            |
|         | RWN      | Aeroportul Rivne                                           |
|         | RGL      | Aeroportul Internațional Piloto Civil Norberto Fernández   |
|         | RAZ      | Aeroportul Rawalakot                                       |
|         | RCM      | Aeroportul Richmond                                        |
|         | RGH      | Aeroportul Balurghat                                       |
|         | ROY      | Aeroportul Río Mayo                                        |
|         | RTB      | Aeroportul Internațional Juan Manuel Gálvez                |
|         | RWF      | Aeroportul Municipal Redwood Falls                         |
|         | RHV      | Aeroportul Reid-Hillview                                   |
|         | RAQ      | Aeroportul Sugimanuru                                      |
|         | RBE      | Aeroportul Ratanakiri                                      |
|         | RQA      | Aeroportul Ruoqiang Loulan                                 |
|         | REX      | Aeroportul General Lucio Blanco                            |
|         | RPJ      | Aeroportul Municipal Rochelle                              |
|         | RTI      | Aeroportul David Constantijn Saudale                       |
|         | RJL      | Aeroportul Logroño-Agoncillo                               |
|         | RZE      | Aeroportul Rzeszów-Jasionka                                |
|         | RRS      | Aeroportul Røros                                           |
|         | RIY      | Aeroportul Riyan                                           |
|         | RTL      | Aeroportul Municipal Spirit Lake                           |
|         | RCY      | Aeroportul Port Nelson                                     |
|         | RNZ      | Aeroportul Jasper County                                   |
|         | RUR      | Aeroportul Rurutu                                          |
|         | RZZ      | Aeroportul Halifax County                                  |
|         | RQE      | Aeroportul Window Rock                                     |
|         | RCU      | Aeroportul Las Higueras                                    |
|         | RCQ      | Aeroportul Reconquista                                     |
|         | RVS      | Aeroportul Richard Lloyd Jones Jr.                         |
|         | RIN      | Aeroportul Ringi Cove                                      |
|         | RCP      | Aeroportul Regional Rooks County                           |
|         | RTY      | Aeroportul Merty Merty                                     |
|         | RAP      | Aeroportul Regional Rapid City                             |
|         | RVH      | Aeroportul Rzhevka                                         |
|         | RDC      | Aeroportul Redenção                                        |
|         | RSV      | Aeroportul Crawford County                                 |
|         | RUI      | Aeroportul Regional Sierra Blanca                          |
|         | RER      | Aeroportul Retalhuleu                                      |
|         | RJN      | Aeroportul Rafsanjan                                       |
|         | RIZ      | Aeroportul Rizhao Shanzihe                                 |
|         | RSD      | Aeroportul Rock Sound                                      |
|         | RFA      | Aeroportul Rafaï                                           |
|         | RCB      | Aeroportul Richards Bay                                    |
|         | RMO      | Aeroportul Internațional Chișinău „Eugen Doga”             |
|         | RZS      | Aeroportul Sawan                                           |
|         | RIX      | Aeroportul Internațional Riga                              |
|         | RZR      | Aeroportul Ramsar                                          |
|         | RNU      | Aeroportul Ranau                                           |
|         | RTP      | Aeroportul Rutland Plains                                  |
|         | RIU      | Aeroportul Rancho Murieta                                  |
|         | RKE      | Aeroportul Roskilde                                        |
|         | RVR      | Aeroportul Municipal Green River                           |
|         | RHI      | Aeroportul Rhinelander–Oneida County                       |
|         | RVN      | Aeroportul Rovaniemi                                       |
|         | RWI      | Aeroportul Regional Rocky Mount-Wilson                     |
|         | RAL      | Aeroportul Municipal Riverside                             |
|         | RZP      | Aeroportul Taytay                                          |
|         | RPX      | Aeroportul Roundup                                         |
|         | RZZ      | Aeroportul Regional Halifax-Northampton                    |
|         | RKH      | Aeroportul Rock Hill/York County                           |
|         | RBW      | Aeroportul Regional Lowcountry                             |
|         | REO      | Aeroportul Rome State                                      |
|         | RRJ      | Aeroportul Jacarepaguá                                     |